# آلن سانتی
آلن سانتی (فرانسوی: Alain Santy‎؛ زادهٔ ۲۸ اوت ۱۹۴۹) دوچرخه‌سوار اهل فرانسه است.
از باشگاه‌هایی که در آن رکاب زده‌است می‌توان به تیم دوچرخه‌سواری بیک و تیم دوچرخه‌سواری مرسیه اشاره کرد.